# Даниел Кембъл
Даниел Кембъл (на английски: Danielle Campbell) е американска актриса, известна с участието си във филма „Звезден сблъсък“ (2010 г.) и като Симон във филма „Балът“ (2011 г.). Участва в няколко епизода на „Бягство от затвора“. Също така участва в „Дневниците на вампира“ – „Древните“ като вещицата Давина.
Открива свой собствен фризьорски салон в Чикаго.

## Избрана филмография
- 2008 – „Къща за покер“ (The Poker House)
- 2010 – „Звезден сблъсък“ (Starstruck)
- 2011 – „Абитуриентски бал“ (Prom)
- 2012 – „Мадеа и програмата за защита на свидетели“ (Madea's Witness Protection)